# Arrondissement Oostende
Arrondissement Oostende (franska: Arrondissement d’Ostende, Ostende) är ett arrondissement i Belgien.   Det ligger i provinsen Västflandern och regionen Flandern, i den västra delen av landet, 100 kilometer väster om huvudstaden Bryssel.
Trakten runt Arrondissement Oostende består till största delen av jordbruksmark. Runt Arrondissement Oostende är det tätbefolkat, med 266 invånare per kvadratkilometer.

## Kommuner
Följande kommuner ingår i arrondissementet;

- Bredene
- De Haan
- Gistel
- Ichtegem
- Middelkerke
- Oostende
- Oudenburg